# Beijing Benz Automotive

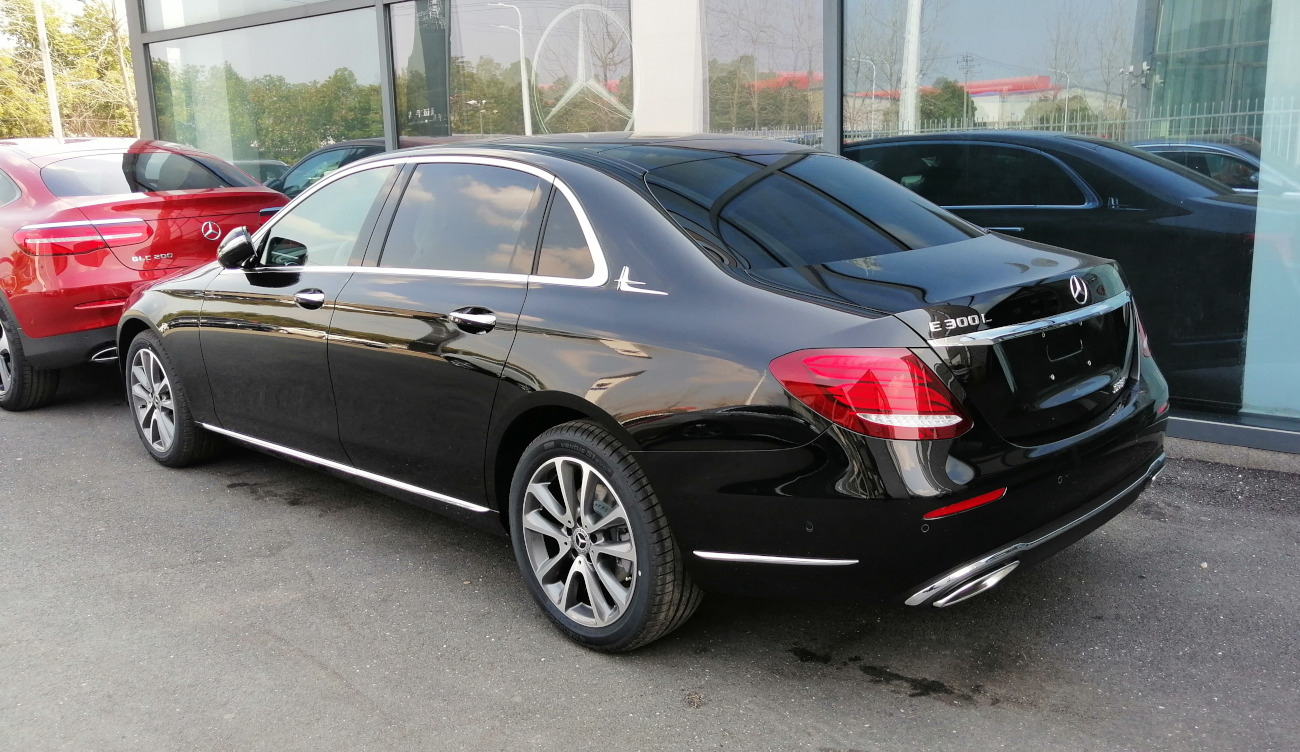
Mercedes-Benz E 300 L von Beijing Benz

Beijing Benz Automotive Co Ltd. (BBAC, chinesisch 北京奔驰汽车有限公司) ist ein chinesischer Automobil- und Nutzfahrzeughersteller. Es handelt sich um ein Joint Venture zwischen der Daimler AG, Daimler Greater China Ltd. und der Beijing Automotive Group.

## Geschichte
Beijing Jeep Corporation war ein Joint Venture zwischen AMC und BAW. AMC wurde 1987 durch Chrysler übernommen, die 1998 mit Daimler-Benz fusionierten. Die Beijing Jeep Corporation wurde 2005 in Beijing Benz-DaimlerChrysler Automotive Co., Ltd. umbenannt, andere Quellen nennen dafür das Jahr 2004.
2006 wurde ein neues Werk eröffnet. Zur Feier des 25.000. Fahrzeugs im neuen Werk war Bundeskanzlerin Angela Merkel anwesend. Nach der Abspaltung von Chrysler 2007 erfolgte die erneute Umbenennung in Beijing Benz Automotive.
Stand 2018 handelt es sich bei diesem Standort um das größte Werk von Mercedes-Benz, dieses wurde 2016 als Fabrik des Jahres ausgezeichnet. Im gleichen Jahr wurde auch das einmillionste Fahrzeug der Marke Mercedes-Benz produziert.
Laut Angaben des Unternehmens waren dort 2018 11.500 Mitarbeiter beschäftigt.

## Modelle
Daimler war auch nach der Trennung verpflichtet, in China weiter mit Chrysler zu kooperieren. Somit wurden auch Modelle wie der Mitsubishi Outlander, der Chrysler 300C, der Chrysler Sebring und der Jeep Grand Cherokee hergestellt. Die eigene Palette umfasst die C-Klasse und die E-Klasse sowie den Mercedes-Benz GLK. Hinzu kommen der GLA und der GLC.
Die BJ-Modelle wurden unter dem Namen Beijing Jeep verkauft, später auch als Beijing-Benz oder als Beijing-Benz Mitsubishi. Seit 2009 werden nur noch Fahrzeuge der Marke Mercedes-Benz hergestellt.